# 9. ožujka
9. ožujka (9. 3.) 68. je dan godine po gregorijanskom kalendaru (69. u prijestupnoj godini).
Do kraja godine ima još 297 dana.

## Događaji
- 1500. – Portugalski istraživač Pedro Alvares Cabral isplovio iz lisabonske luke
- 1617. – Zaključen Stolbovski mir, čime je okončan rusko-švedski rat
- 1766. – Adam Smith izdao knjigu Bogatsvo naroda
- 1796. – Napoleon Bonaparte oženio Joséphinu de Beauharnais
- 1842. – U milanskoj Scali praizvedena Verdijeva opera Nabucco
- 1916. – Pancho Villa sa skupinom ljudi započeo napad na grad Columbus u Novom Meksiku
- 1959. – Prvi put predstavljena lutka Barbie

| - 1850. – Josias von Heeringen, njemački general († 1926.) - 1854. – Josip Margitaj, hrvatski pisac, učitelj i mađaron († 1934.) - 1869. – Ferdo Šišić, hrvatski povjesničar († 1940.) - 1910. – Samuel Barber, američki skladatelj († 1981.) - 1916. – Vjekoslav Rukljač, hrvatski filolog († 1997.) - 1920. – Franjo Mihalić, hrvatski atletičar († 2015.) - 1934. – Jurij Gagarin, ruski astronaut († 1968.) - 1943. – Robert "Bobby" Fischer, američki šahist († 2008.) - 1949. – Vesna Bosanac, hrvatska liječnica - 1958. – Branko Vukelić, hrvatski političar - 1982. – Mirjana Lučić, hrvatska tenisačica - 1983. – Maite Perroni, meksička pjevačica i glumica - 1973. – Matteo Salvini, talijanski novinar, političar i ministar unutarnjih poslova Talijanske Republike - 1993. – Matija Cvek, hrvatski pjevač | - 1440. – Franciska Rimska, talijanska časna sestra i svetica (* 1384.) - 1463. – Katarina Bolonjska, talijanska časna sestra i svetica (* 1413.) - 1653. – Nikola Krajačević, hrvatski (kajkavski) isusovac, pisac (* 1581.) - 1661. – Jules Mazarin, francuski kardinal i premijer (* 1602.) - 1851. – Hans Christian Ørsted, danski fizičar i kemičar (* 1777.) - 1891. – Milan Sunko, hrvatski likovni umjetnik (* 1860.) - 1892. – Sereno Watson – američki botaničar (* 1826.) - 1918. – Frank Wedekind, njemački književnik (* 1864.) - 2000. – Liliana Budicin-Manestar, hrvatska sopranistica (* 1940.) - 2000. – Ivo Robić, hrvatski pjevač (* 1923.) - 2000. – Rikard Žic, hrvatski slikar (* 1928.) |

## Blagdani i spomendani
- Franciska Rimska

## Imendani
- Franjka
- Franika